# لیمان (جمهوری آذربایجان)
لیمان (به ترکی آذربایجانی: Liman، پیش از آن پورت ایلیچ Port İliç) شهری در جمهوری آذربایجان است که در شهرستان لنکران واقع شده است. جمعیت این شهر بر اساس سرشماری سال ۱۹۸۹ میلادی، ۸٫۶۶۱ نفر و بر اساس سرشماری سال ۲۰۰۸ میلادی، ۱۰٫۲۰۰ بوده‌است.

## جغرافیا
این شهر بندری در ۱۲ کیلومتری شمال شهر لنکران و در کرانه دریای کاسپین جای دارد.

## تاریخچه
در سال ۱۹۲۱ میلادی شهرکی در شمال شهر لنکران در جایی که برای پهلو گرفتن کشتی‌ها مناسب بود ساخته شد. پیش‌تر این منطقه محل گذر کشتی‌هایی بود که در امتداد دریای کاسپین در حال گذر بودند. در سال ۱۹۲۴ میلادی این شهرک به نام پورت ایلیچ یا بندر ایلیچ به افتخار ولادیمیر لنین نامگذاری شد. در سال ۱۹۷۱ میلادی پورت ایلیچ از روستا به شهر ارتقا پیدا کرد. پورت ایلیچ در ۵ اکتبر ۱۹۹۹ میلادی به لیمان تغییر نام داد.